# Polycyrtus areolaris
Polycyrtus areolaris là một loài tò vò trong họ Ichneumonidae.